# T-80
T-80 je glavni bojni tank Sovjetskih in Ruskih oboroženih sil. Je prvi serijsko proizvajan glavni bojni tank s plinsko turbino v zgodovini.

## Razvoj
Leta 1966 je Leningrajski Kirovski zavod zgradil poskusni tank Objekt 288 s pogonom na zračna plinskoturbinska motorja. Pozneje sta bila pogon in podvozje temeljito predelana in tank je prejel več opreme tanka T-64. Predelan tank je prejel oznako T-80. Za izvirno različico T-80 iz leta 1976 je bila leta 1978 razvita različica T-80B in leta 1985 različica T-80U. Slednja je bila opremljena z eksplozivnim reaktivnim oklepom Kontakt-5.

## Uporabniki
Sovjetske tanke so si razdelile Rusija, Belorusija, Kazahstan in Ukrajina. 
Velika Britanija je leta 1992 v tajni operaciji preko Maroka kupila nekaj tankov T-80 in jih tehnološko preučila ter enega predala ZDA (ZDA so leta 2003 kupile še tri tanke T-80 od Ukrajine). Podobno je Rusija leta 1993 za preučevanje prodala 50 tankov T-80 Kitajski. Južna Koreja je med letoma 1996 in 2005 prejela 33 tankov T-80 za poplačilo dolgov. Ukrajina je med letoma 1997 in 2002 prodala 320 tankov T-80UD Pakistanu. Rusija je leta 1996 prodala Cipru 41 tankov T-80U, leta 2009 pa še dodatnih 41.
Seznam uporabnikov:
- Armenija
- Belorusija
- Ljudska republika Kitajska
- Ciper
- Egipt
- Kazahstan
- Pakistan
- Rusija
- Južna Koreja
- Ukrajina
- Jemen